# Brembo (Unternehmen)
Die Brembo S.p.A. ist ein international tätiger italienischer Automobilzulieferer mit Sitz in Curno am Brembo.
Brembo gehört zu den international bekanntesten Herstellern von Bremsanlagen für Kraftfahrzeuge. Das Unternehmen ist Erstausrüster für zahlreiche Pkw-, Lkw- und Motorradhersteller. Der Motorradbereich hatte etwa 2013 einen Anteil von 15 Prozent am Umsatz.
Brembo ist seit 1995 an der Borsa Italiana gelistet und beschäftigte im Jahr 2023 rund 15.500 Mitarbeiter.

## Zukäufe
Seit Oktober 2002 gehört auch der Hersteller Marchesini zum Unternehmen, der auf Motorrad-Räder spezialisiert ist und seit den 1960er-Jahren zu den erfolgreichsten Herstellern im Motorradrennsport zählt; die Felgen werden aus Aluminium oder Magnesium geschmiedet. Inzwischen stellt Marchesini auch Räder für den Geländeeinsatz her.
Im Jahr 2021 übernahm Brembo den dänischen Belaghersteller SBS Friction und den spanischen Bremsenhersteller Juan; letzterer hat etwa 600 Mitarbeiter sowie drei Werke in Spanien und ein weiteres in China.
Brembos Tochterfirma Bybre fertigt in Indien.
Im Oktober 2024 gab Brembo bekannt, dass der schwedische Hersteller von Fahrwerkskomponenten, Öhlins AB Racing, aus dem Portfolio von Tenneco übernommen wurde.

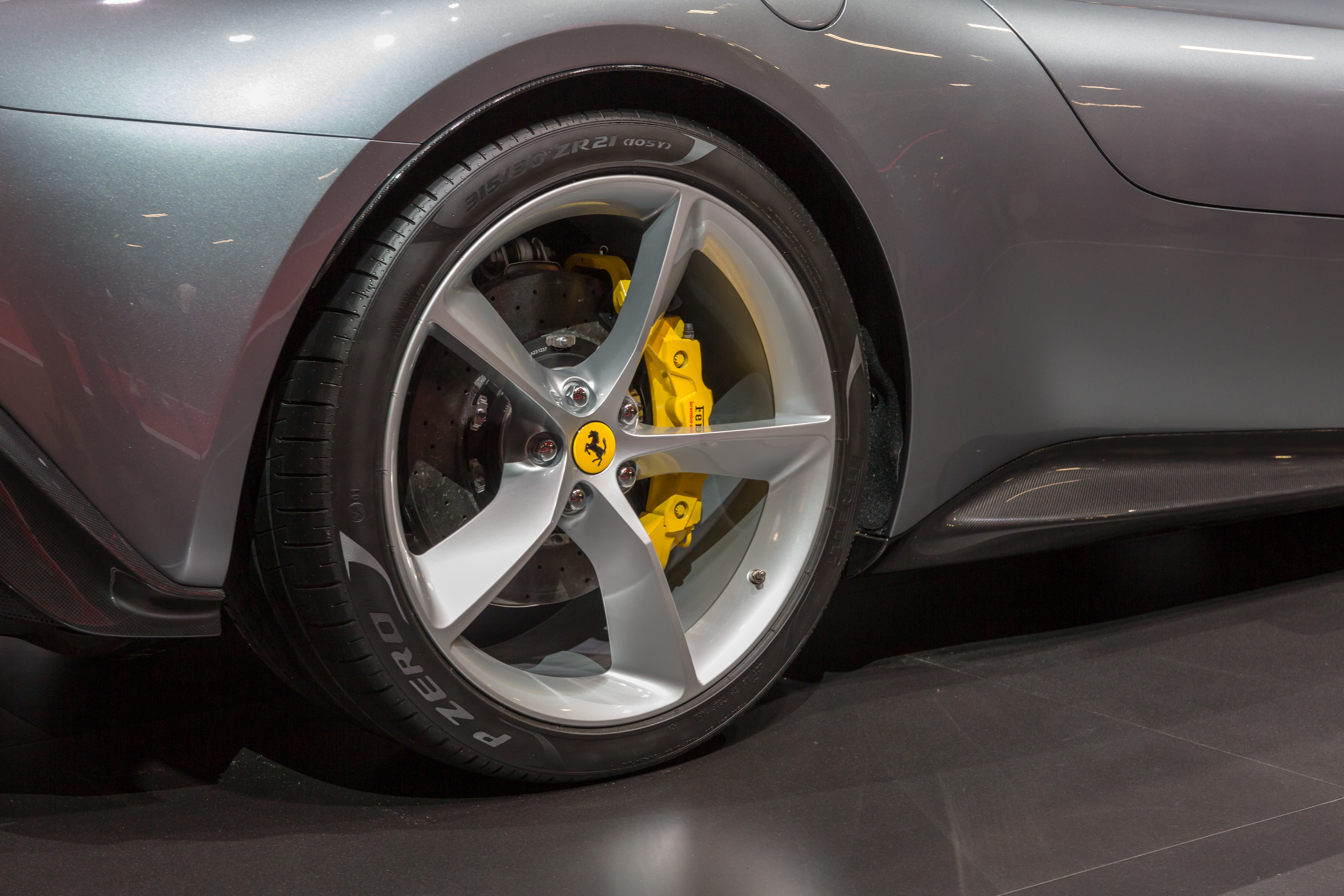
Brembo-Pkw-Bremsanlage

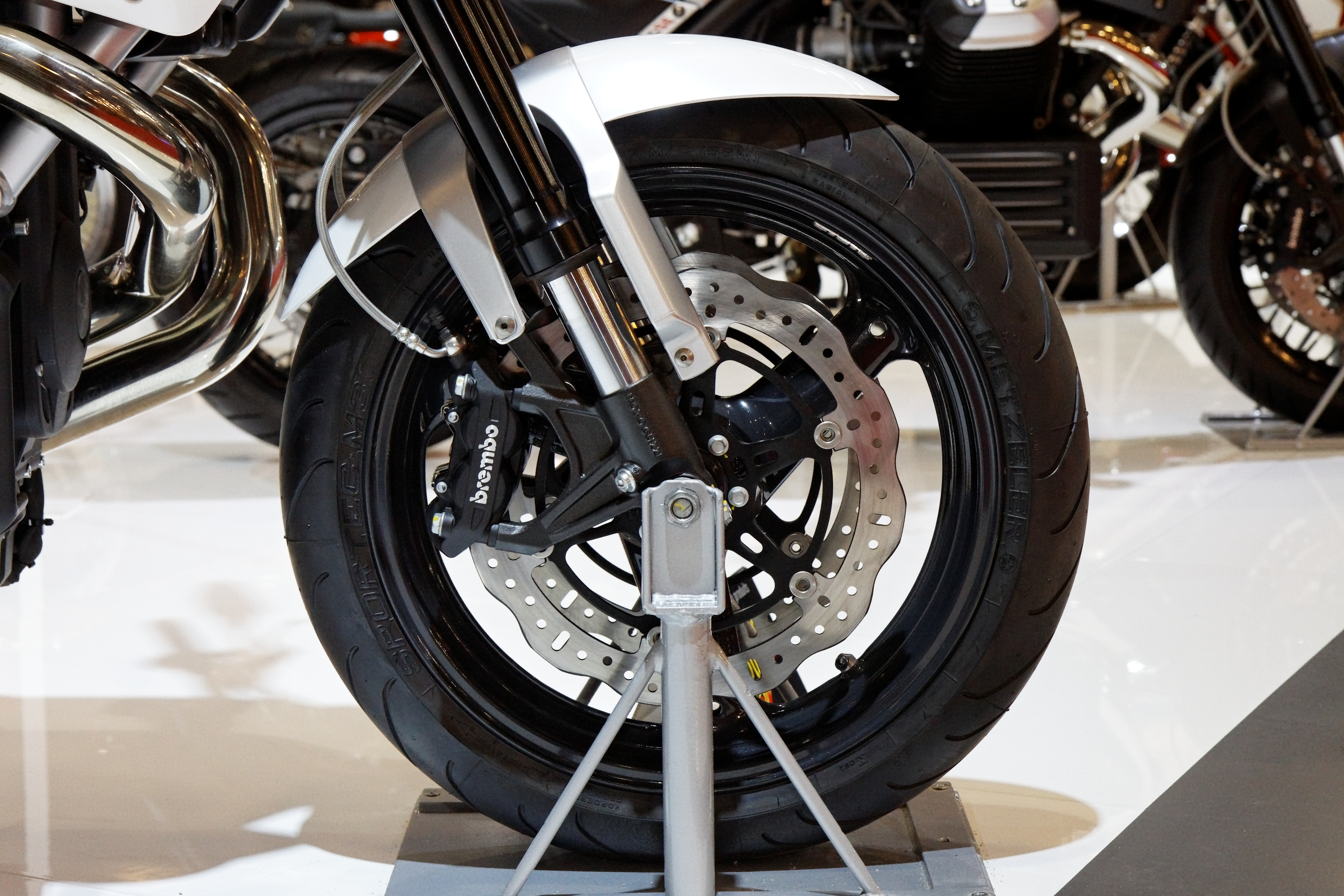
Brembo-Motorrad-Bremsanlage

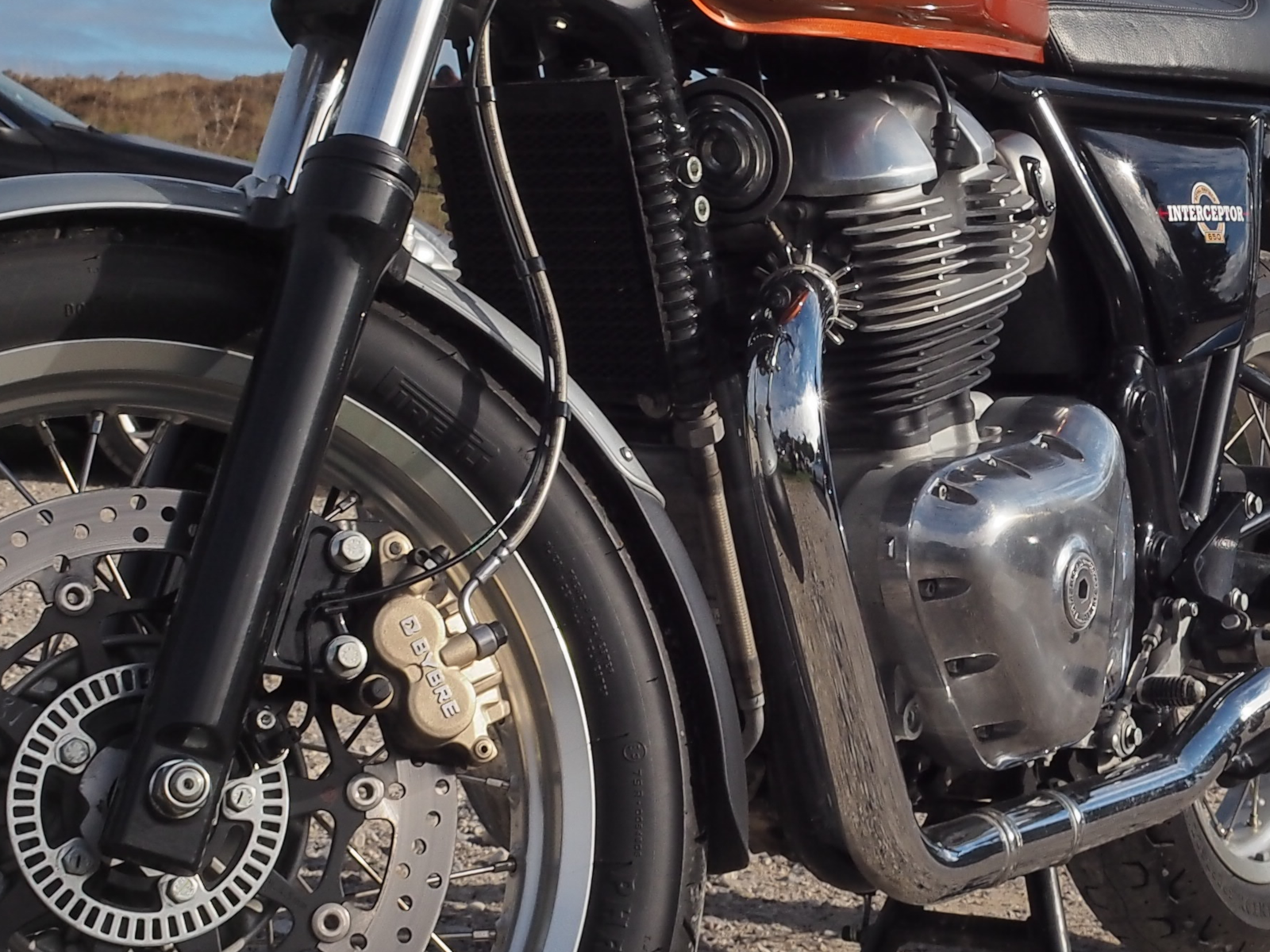
ByBre Bremse an einer 2019er Royal Enfield Interceptor 650

## Rennsport
Brembo ist seit 1975 als Ausrüster in der Formel 1 aktiv. In der Saison 2008 rüstete das Unternehmen die Wagen der nachfolgenden Teams aus: Ferrari, BMW Sauber, Honda, Force India, Red Bull, Toro Rosso und Toyota. Das Yamaha Racing Team gewann unter anderem die Motorradweltmeisterschaft in der MotoGP-Klasse mit Brembo-Bremsanlagen. Seit 2016 ist Brembo alleiniger Ausrüster aller Teams in der MotoGP, sodass die Hersteller Aprilia, Ducati, Honda, KTM und Yamaha die gleichen Bremssysteme nutzen.

## Sonstiges
Brembo hat eine Abteilung, die Produktfälschungen sucht und versucht, den Internethandel mit solchen (meist minderwertigen) Produktnachbauten zu unterbinden. Allen Teilen aus den Serien „Racing“' und „High Performance“ liegen versiegelte Nummernkarten bei, über die der Käufer auf der Brembo-Website die Echtheit überprüfen kann.